# Код доступа: РАЙ
Код доступа: РАЙ (сокр. КДР) (англ. Paradise Cracked) — пошаговая тактическая ролевая компьютерная игра, в киберпанк сеттинге. Разработана MiST Land South и издана компанией Бука в 2002 году.

## Сюжет
Игра рассказывает о высокотехнологичном мире будущего, где население планеты разделено на три класса людей (обитающих в нижнем, верхнем и небесном городах) и управляется мощным суперкомпьютером. Все люди счастливы, они получили виртуальный мир, который полностью заменяет реальную жизнь, в нём они общаются друг с другом, занимаются работой и своими увлечениями, проводят все свободное время. Однако, это лишь видимость идеального общества, которое скрывает множество проблем реальности.
Главный герой игры — молодой хакер, который, путешествуя по киберпространству, проникает в его секретную часть и перехватывает секретные данные. Хакер копирует информацию, но тут же к нему в дверь стучится полиция с настойчивым требованием её открыть. Сбежав из собственного дома, хакер оказывается на улице, с чего собственно и начинается игра.
Хакеру предстоит последовательно пройти нижний, верхний и небесный города и попасть на закрытую космическую станцию, где находится суперкомпьютер. Он охраняется мощными системами защиты, уничтожив которые, хакер сумеет его отключить.
В процессе игры к игроку в команду будут входить различные представители трех городов.

## Отличительные особенности
Среди особенностей игры — озвучивание персонажей профессиональными актёрами, музыкальное сопровождение выполненное Александром «Sensorica» Шукаевым. Также в игре присутствует много видов оружия: огнестрельное, гранаты, энергетическое оружие и т. д. Дисковая версия игры страдала долгой загрузкой уровней и долгим просчётом действия врагов и NPC.
«Код доступа: РАЙ» это ролевая игра с полностью пошаговым игровым процессом. Даже вне боя все действия игрока, расходуют очки хода. Соответственно, чем больше имеется очков хода, тем больше действий можно совершить. Наличие очков хода определяется параметрами персонажа и состоянием его здоровья. Во время второй фазы осуществляется ход противников. В третьей фазе ход возвращается игроку, и он принимает решение, как поступить персонажу в условиях сложившейся ситуации.
В игре представлена система улучшения параметров персонажа. Для этого необходимо набирать очки опыта и повышать уровень протагониста. Очки опыта начисляются при выполнении заданий и устранении противников. Также улучшение показателей персонажа возможно благодаря приобретению имплантов — особых устройств, делающих персонажей более сильными, меткими, сообразительными и т. д.

## Продолжения и улучшенные ремастер версии
Компания Играющие Кошки (Cats Who Play), основанная авторами игр «Код доступа: РАЙ» и «Власть закона», бывшими сотрудниками «MiST land», на базе своего официального сайта открыла портал вселенной всех трёх игр: «Реальность 4.13» (в игре «Код доступа: РАЙ» вселенная называется Реальность v.4.13. В таком же виде название вселенной написано на фирменных майках МиСТ ленда образца 2002 года. Время, описанное в игре Код доступа: РАЙ в Кодексе Реальности, 4.13 значится как «Крах Системы», а герои игры входят в список официальных «Лиц» Вселенной). С 2015 г. на сайте стали доступны для бесплатного скачивания улучшенные ремастер версии игр «Код доступа: РАЙ» (ремастер, версия 1.8.0) и «Власть закона: Золотая коллекция» (ремастер, версия 1.64.0). Улучшения ремастер версий коснулись поддержки современных видеокарт, высоких разрешений (до 1920 на 1xxx) и операционных систем Windows 8.x и Windows 7 (в том числе 64 битных); ускорения загрузки и «скрытых перемещений», перерисованы текстуры, исправлены ошибки и пр.
- Власть закона — приквел, выпущенный двумя годами позже, в 2004 г. Затем к которому было выпущено дополнение: «Полицейские истории». Позже было выпущено специальное издание «Власть Закона: Золотая коллекция», куда вошли и оригинальная игра, и дополнение, а также полный саундтрек с бонусными композициями[2].
- HTPD: Власть закона (HTPD — High Town Police Department (Полицейский департамент Верхнего города)) — третья часть, входящая в одну официальную вселенную «Реальность 4.13». Релиз игры намечен на конец 2016 г, авторы тактической стратегии «HTPD: Власть закона» выложили ее техническую версию[3].

## Отзывы в прессе
| Сводный рейтинг       | Сводный рейтинг     |
| Агрегатор             | Оценка              |
| --------------------- | ------------------- |
| GameRankings          | 50,40 %             |
| Metacritic            | 48/100 (10 обзоров) |
| MobyRank              | 54/100              |
| Иноязычные издания    |                     |
| Издание               | Оценка              |
| AllGame               | [ 7 ]               |
| GameSpot              | 4/10                |
| GameSpy               | [ 9 ]               |
| Русскоязычные издания |                     |
| Издание               | Оценка              |
| Absolute Games        | 65 %                |
| «Домашний ПК»         | [ 11 ]              |
| «Игромания»           | 9/10                |
| «Страна игр»          | 8,5/10              |

Игра заняла второе место в номинации «Лучшая тактика/wargame» (2002) журнала «Игромания», а также была названа им лучшей российской игрой 2002 года.